# AQM-91 Compass Arrow
AQM-91 (индекс изготовителя Model 154, словесное название — Firefly, с англ. — «светлячок», название программы НИОКР — Compass Arrow, «стрелка компаса») — американский высотный разведывательный БПЛА, предназначенный для ведения воздушных разведывательных и рекогносцировочных мероприятий методом аэрофотосъёмки. Разработан американской фирмой Ryan Aeronautical, развитие БПЛА AQM-34 Lightning Bug. Двигатель расположен над фюзеляжем для сокращения своей радиолокационной и инфракрасной видимости, был построен с использованием высокого процента пластиковых композитных материалов, которые имели более низкие радиолокационные отражательные способности, чем металл. Имел встроенный механизм самоликвидации. Первый представитель второго поколения БПЛА. Предназначался, в первую очередь, для фотофиксации объектов в КНР.
Первый полёт дрон выполнил в 1968 году. Запуск AQM-91 производился с самолёта-носителя C-130 Hercules. БПЛА не имел шасси — при возвращении машина захватывалась в воздухе вертолётом или совершала аварийную посадку, спускаясь на парашюте. Основную функцию БПЛА выполняла панорамная камера Itek, но он мог нести и инфракрасные камеры, и средства радиоэлектронной разведки. Навигационная система была рассчитана на отклонение от курса не более 0,5 %, но в реальной жизни её доводка оказалась серьёзной проблемой. Испытательные полёты, проводимые в условиях режима секретности над юго-западом США, получили широкую огласку 4 августа 1969, когда БПЛА упал на территории исследовательского комплекса Лос-Аламосской национальной лаборатории, причём не на охраняемой (режимной), а на открытой для журналистов территории. Фотографии с места аварии попали в прессу, а ВВС попытались её дезинформировать, заявив, что в Лос-Аламосе упала «беспилотная мишень».
За два последовавших года AQM-91 превзошла ранее заявленные ТТХ по высоте полёта и эффективной площади рассеяния. В июле 1971 года президент Никсон начал предпринимать дипломатические мероприятия для укрепления внешнеполитических связей с Китаем, и разведывательные полёты были отменены. Разведывательные спутники тоже совершенствовались и стали способны заменить высотные самолёты разведчики, недосягаемые для ПВО и не приводящие к дипломатическим осложнениям в случае потери аппарата. США закрыли большинство программ высотных разведчиков, разведчики Compass Arrow больше не использовались. Всего было построено 28 машин (из них 20 серийных), все были выведены в резерв в 1973 году.

## ЛТХ
- Размах крыла, м 14,50
- Длина, м 10,40
- Масса, кг 2381
- Тип двигателя 1 ТРД General Electric J97-GE-3
- Тяга, кгс
- Максимальная скорость, км/ч 890
- Дальность полёта, км 3700
- Практический потолок, м 24 400